# Nagroda British Academy Games Awards za projekt gry
Nagroda British Academy Games Awards za projekt gry jest przyznawana przez British Academy Games Awards. Pierwszy raz została przyznana w 2004 roku, ale corocznie jest przyznawana od 2012 roku. W tej kategorii oceniany jest projekt i to jakie wrażenie wywiera na graczu. Zgodnie z regułami przyznawania nagrody British Academy Games Awards, na projekt składa się:
- mechanika gry
- sterowanie
- projekt poziomów lub struktura świata
- wizualny aspekt gry

## Zwycięzcy i nominowani
|  | Zwycięstwo |
|  | Nominacja  |

| Ceremonia   | Gra                               | Producent                  | Wydawca                                | Nominowani                                      | Przyp. |
| ----------- | --------------------------------- | -------------------------- | -------------------------------------- | ----------------------------------------------- | ------ |
| 2002/3 (1.) | Grand Theft Auto: Vice City       | Rockstar North             | Rockstar Games                         | -                                               | [ 2 ]  |
| 2002/3 (1.) | Broken Sword: The Sleeping Dragon | Revolution Software        | THQ                                    | -                                               | [ 2 ]  |
| 2002/3 (1.) | Eyetoy: Play                      | SCE London Studio          | Sony Computer Entertainment            | -                                               | [ 2 ]  |
| 2002/3 (1.) | Jak II: Renegade                  | Naughty Dog                | Sony Computer Entertainment            | -                                               | [ 2 ]  |
| 2002/3 (1.) | Soulcalibur II                    | Project Soul               | Namco                                  | -                                               | [ 2 ]  |
| 2002/3 (1.) | Viewtiful Joe                     | Capcom Production Studio 4 | Capcom                                 | -                                               | [ 2 ]  |
| 2011 (8.)   | Portal 2                          | Valve Corporation          | Valve Corporation                      | Zespół deweloperski                             | [ 3 ]  |
| 2011 (8.)   | Batman: Arkham City               | Rocksteady Studios         | Warner Bros. Interactive Entertainment | Zespół deweloperski                             | [ 3 ]  |
| 2011 (8.)   | L.A. Noire                        | Team Bondi                 | Rockstar Games                         | Alex Carlyle, Andrew Hamilton, Brendan McNamara | [ 3 ]  |
| 2011 (8.)   | LittleBigPlanet 2                 | Media Molecule             | Sony Computer Entertainment            | Zespół deweloperski                             | [ 3 ]  |
| 2011 (8.)   | Super Mario 3D Land               | Nintendo EAD               | Nintendo                               | Zespół deweloperski                             | [ 3 ]  |
| 2011 (8.)   | The Elder Scrolls V: Skyrim       | Bethesda Game Studios      | Bethesda Softworks                     | Todd Howard                                     | [ 3 ]  |
| 2012 (9.)   | Podróż                            | Thatgamecompany            | Sony Computer Entertainment            |                                                 | [ 4 ]  |
| 2012 (9.)   | Borderlands 2                     | Gearbox Software           | 2K Games                               | Randy Pitchford, Paul Hellquist, Jeramy Cooke   | [ 4 ]  |
| 2012 (9.)   | Dishonored                        | Arkane Studios             | Bethesda Softworks                     | Zespół deweloperski                             | [ 4 ]  |
| 2012 (9.)   | Far Cry 3                         | Ubisoft Montreal           | Ubisoft                                | Patrick Methè, Jamie Keen                       | [ 4 ]  |
| 2012 (9.)   | The Walking Dead                  | Telltale Games             | Telltale Games                         | Dan Connors, Kevin Bruner, Kevin Boyle          | [ 4 ]  |
| 2012 (9.)   | XCOM: Enemy Unknown               | Firaxis Games              | 2K Games                               | Zespół deweloperski                             | [ 4 ]  |
| 2013 (10.)  | Grand Theft Auto V                | Rockstar North             | Rockstar Games                         | Zespół deweloperski                             | [ 5 ]  |
| 2013 (10.)  | Assassin’s Creed IV: Black Flag   | Ubisoft Montreal           | Ubisoft                                | Zespół deweloperski                             | [ 5 ]  |
| 2013 (10.)  | Papers, Please                    | Naughty Dog                | Sony Computer Entertainment            | Lucas Pope                                      | [ 5 ]  |
| 2013 (10.)  | Tearaway                          | 3909                       | 3909                                   | Zespół deweloperski                             | [ 5 ]  |
| 2013 (10.)  | The Last of Us                    | Media Molecule             | Sony Computer Entertainment            | Zespół deweloperski                             | [ 5 ]  |
| 2013 (10.)  | Tomb Raider                       | Crystal Dynamics           | Square Enix                            | Zespół deweloperski                             | [ 5 ]  |
| 2014 (11.)  | Śródziemie: Cień Mordoru          | Monolith Productions       | Warner Bros. Interactive Entertainment | Zespół deweloperski                             | [ 6 ]  |
| 2014 (11.)  | Destiny                           | Bungie                     | Activision Blizzard                    | Zespół deweloperski                             | [ 6 ]  |
| 2014 (11.)  | Far Cry 4                         | Ubisoft                    | Ubisoft                                | Patrik Methe, Hugo Desmeules, Andrea Zanini     | [ 6 ]  |
| 2014 (11.)  | Hearthstone: Heroes of Warcraft   | Blizzard Entertainment     | Blizzard Entertainment                 | Zespół deweloperski                             | [ 6 ]  |
| 2014 (11.)  | Obcy: Izolacja                    | The Creative Assembly      | Sega                                   | Zespół deweloperski                             | [ 6 ]  |
| 2014 (11.)  | Threes                            | Sirvo                      | Sirvo                                  | Asher Vollmer, Greg Wohlwend, Jimmy Hinson      | [ 6 ]  |